# Distretto di Ngora
Il distretto di Ngora è un distretto dell'Uganda, situato nella Regione orientale.